# Kingdom Under Fire: A War of Heroes
Kingdom Under Fire: A War of Heroes (còn gọi một cách đơn giản là Kingdom Under Fire, tạm dịch là Vương quốc khói lửa) là một game chiến lược thời gian thực do hãng Phantagram phát triển và Gathering of Developers phát hành cho PC vào năm 2001. Trò chơi lấy bối cảnh một thế giới kỳ ảo cao độ và đồ họa được thể hiện dưới dạng 2D, game cũng bao gồm cả phần chơi đơn và mục chơi mạng trực tuyến thông qua server "Wargate" của Phantagram. Đây là phiên bản được phát hành đầu tiên trong dòng game Kingdom Under Fire mà sau này đã nhận được sự hoan nghênh thông qua việc hệ máy Xbox phát hành phiên bản Kingdom Under Fire: The Crusaders, cũng giống như những phiên bản khác của dòng game đều kết hợp cả hai yếu tố nhập vai và chiến lược thời gian thực. Một bản vá lỗi mang tên "Gold Patch" được phát hành cho Kingdom Under Fire bao gồm một công cụ tạo màn, nhiệm vụ phụ và lựa chọn save game; phiên bản này còn được tái phát hành với tên gọi Kingdom Under Fire Gold.

## Cốt truyện
Kingdom Under Fire lấy bối cảnh xứ sở huyền bí Bersia và bao gồm cuộc đấu tranh giữa lực lượng ánh sáng (Con người, người Lùn và Elves) và thế lực bóng tối (Ogres, Orc, Undead và số khác), cũng như về sự tranh giành quyền lực trong hàng ngũ các thế lực bóng đêm. Theo những gì người ta kể lại thì câu chuyện về Vương quốc khói lửa được bắt đầu từ rất xa xưa khi hai vị thần Amoth và Tobied đồng thời được tấn phong tại cùng một vùng đất cổ huyền bí gọi là Bersiah, nơi con người, cùng lũ yêu quái còn sống chung với nhau trong hòa bình. Dĩ nhiên, nền hòa bình này chỉ mang tính tương đối. Tranh chấp, xung đột giữa những người láng giềng vẫn thường xuyên xảy ra như vẫn tiếp tục xảy ra cho đến tận bây giờ. Đôi khi xen lẫn giữa những cuộc ẩu đả này là những trận đụng độ với lũ Orc hung tợn láng giềng. Song dù sao thì đó cũng chỉ là những xung đột nhỏ, chúng không làm tổn hại đến nền hòa bình chung của vùng đất. Cuộc sống cứ như vậy diễn ra cho đến ngày Killiance xuất hiện. Cái xác chết biết đi này thật sự làm người ta phải hoảng sợ. Nó tàn phá và hủy diệt mọi thứ mà nó bắt gặp. Killiance sử dụng quyền lực của bóng tối cùng với những đạo quân của nó để thực hiện kế hoạch thôn tính các nước láng giềng.
Chẳng bao lâu sau khi Killiance xuất hiện, người dân Azillia phát hiện ra mình cũng đang là mục tiêu của những gã Orc hung tợn. Các đạo quân Orc đã bắt đầu cất quân đánh phá nhiều làng mạc. Đứng trước tình cảnh này, người dân Azillia trong nỗ lực tự bảo vệ đã cử bảy hiệp sĩ Xor dưới quyền lãnh đạo của hiệp sĩ Rick Miner, vốn là lực lượng tinh hoa nhất của họ, chiến đấu chống lại đoàn quân ma quỷ cùng con rồng đen hung ác Nibles của Killiance. Trong trận đánh cuối cùng với chính Killiance và con rồng Nibles, lãnh đạo bảy hiệp sĩ Xor là Rick Miner đã tử trận. Sau trận chiến, nghĩ rằng con vật hung tợn cùng chủ nhân của nó đã chết, cộng với niềm đau xót vì mất bạn hữu, các hiệp sĩ đã quyết định dùng nguồn năng lượng trong trái tim đen của Nibles để hồi sinh cho Rick. Điều mà các hiệp sĩ không hề hay biết là Rick hồi sinh mang trong người không chỉ sức mạnh của Nibles mà cả hung tính của nó nữa.
Sau chiến tranh, tách khỏi các hiệp sĩ khác, Rick rong ruổi theo con đường của mình và chẳng ai còn nhớ tới chuyện này nữa cho đến 100 năm sau, đúng vào ngày mà Killiance bị giết, Rick dưới tên mới là Blood đã trở thành vua của tất cả các thế lực trên vùng đất mới, nhưng vì sử dụng trái tim Nibles để hồi sinh nên anh ta đã trở thành một con người hoàn toàn khác với biệt danh Vua của bóng đêm. Hắn đột ngột xuất hiện, giải phóng những quân đoàn ma quỷ bị giam giữ trong vùng đất Bersiah và thực hiện những gì mà Killiance đã làm khi xưa. Cũng vào lúc này, một chàng trai trẻ có tên là Curian đang sống yên bình trong ngôi làng của mình bỗng bị cuốn hút vào cuộc chiến tranh: quân của Blood đã kéo đến và đốt phá ngôi làng của chàng. Giận dữ, Curian quyết định trở thành một chiến binh và gia nhập vào hành trình tiêu diệt đoàn quân ma quỷ của Blood đang ngày đêm giày xéo quê hương anh. Một thời gian sau, Bersiah lại tiếp tục chìm vào cảnh binh đao loạn lạc. Chiến tranh bùng nổ khi hiệp sĩ Keither phát hiện ra mảnh đất màu mỡ Azillia và lập nên một vương quốc của các loài quái vật Red Ogres - xứ Azillia thành miếng mồi ngon đối với hai thế lực đang muốn dùng sức mạnh thống trị toàn bộ khu vực: một do Rick Blood cầm đầu và một là đội quân Red Ogres do Likuku điều khiển. Azillia trở thành vùng đất rực lửa chiến tranh, đúng như cái tên Kingdom Under Fire được đặt cho trò chơi.

## Nhân vật
Kingdom Under Fire có cả thảy bảy vị anh hùng (Hero) mà người chơi có thể chọn lựa tùy thuộc vào chiến dịch đang chơi. Mỗi vị đều có những nhiệm vụ và sứ mệnh riêng cũng như những kỹ năng chiến đấu, kinh nghiệm, cấp độ riêng. Nhưng cả bảy anh hùng đều có chung một điểm là phải hoàn thành tổng cộng 14 nhiệm vụ. Danh tính của bảy vị anh hùng này gồm:
- Rick Blood – Thuở đầu, đây chính là vị anh hùng đã lãnh đạo đoàn quân hiệp sĩ Xox chống lại thế Rồng Đen (Black Dragon). Sau cuộc chiến, anh hồi sinh nhờ vào sức mạnh từ trái tim Nibles và trở thành thủ lĩnh của tất cả các thế lực bóng đêm của quỷ nên được mệnh danh là Vua của Bóng Đêm (Ruler of Darkness).
- Likuku – Là thủ lĩnh của tộc Red Ogres trên vùng đất Red Eart'n. Mặc dù đã thu phục được ma thuật của Hextor, ông ta nắm trong tay sức mạnh của Rick Blood và cho mọi người thấy rõ sức mạnh khủng khiếp đó. Likuku theo đuổi mục đích tìm và giữ vững vị thế tối cao cho dân tộc Red Ogres của mình.
- Amarua – Con quỷ "đẹp trai" này chính là một xác chết xấu xí đã xúi giục Rick sử dụng sức mạnh của trái tim rồng. Hắn có thể được sinh ra từ tháp Tower of Chaos. Hắn chỉ thân thiết với tính ích kỷ, nghi kỵ và rất ghét đạo đức cũng như sự trong sạch.
- Richter the Righteous – Một con ma cà rồng, vốn là thủ lĩnh của Count Guard of Ballond, sau đó về Hextor đầu quân dưới trướng Rick Blood. Hắn ngờ vực Amarua, nghi kỵ Likuku, Richter tin rằng "mục đích của chiến tranh là đi tìm cái chung giữa sức mạnh của ánh sáng và quyền lực của bóng đêm, sau đó cho hai quyền lực này chung sống trong hòa bình".
- Keither – Người đứng đầu đoàn hiệp sĩ Xox và sau này là vị vua đầu tiên của vùng đất Azillia, vùng đất mà anh ta đã tìm thấy. Keither chỉ đóng vai trò trong khoảng thời gian đầu và qua đời sau đó.
- Currian – Là người khởi xướng và lãnh đạo đội quân "Great Origin". Mặc dù được tôn vinh là một vị anh hùng của cuộc chiến lần thứ hai tại vùng đất Bersiah nhưng quá khứ của anh ít khi được nhắc tới.
- Moonlight – Là một thủ lĩnh tinh thần của vùng đất Azillia, ông còn là một người bạn tốt của Keither và là cha đỡ đầu của Currian. Thuở đầu, chính ông là người đã thực hiện việc truyền sức mạnh trái tim rồng để giúp Rick Blood hồi sinh. Ông đã sống gần hai trăm tuổi và sẽ còn tiếp tục thọ hơn nữa.

## Lối chơi
Kingdom Under Fire cho phép người chơi có thể chọn một trong hai phe ánh sáng và bóng tối với mỗi bên có những đơn vị quân đủ mọi vai trò điển hình của chiến binh, cung thủ, đơn vị bay và pháp sư – cũng như các nhân vật anh hùng cá nhân mạnh hơn. Chiến dịch trong game được chia thành 13 màn chơi trong đó 10 màn là trận chiến và 3 màn còn lại là phần thám hiểm hang động chỉ dành cho các nhân vật anh hùng. Mục chơi giao tranh (Skirmish) và nối mạng nhiều người chơi (Multiplayer) cũng được nhà sản xuất hỗ trợ, riêng phần chơi trực tuyến giữa các đấu thủ là người chơi với nhau thì được tổ chức thông qua serve Wargate.Net.
Giống như với các game thuộc thể loại RTS như Warcraft, Starcraft hay Age of Empires, người chơi phải tính toán và tổ chức cho mình một "hạ tầng cơ sở", phải tạo một đội quân đủ mạnh để đương đầu với đối phương. Trò chơi cũng quy định người chơi phải xây dựng những công trình, thu lượm các tài nguyên nhất định nào mới có thể phát triển và xây dựng được lực lượng quân sự của mình. Trong Kingdom Under Fire có ba dạng tài nguyên mà người chơi cần tìm kiếm và thu thập: Sắt - để xây dựng các công trình nhà cửa; Vàng - để huấn luyện và xây dựng quân đội; Mana - để tạo lập và nâng cấp kỹ năng cũng như bùa phép cho quân đội. Game giới thiệu với người chơi khoảng 70 loại đơn vị khác nhau. Ví dụ khi người chơi chọn màn là phe Người (Human Alliance) thì nông dân (Peasant) sẽ là dơn vị chủ lực để người chơi xây dựng và khai thác tài nguyên. Giống như các game dàn trận khác, chỉ khi xây dựng xong một số công trình kiến túc nhất định thì người chơi mới tạo lập được những dơn vị có kỹ năng và khả năng tác chiến. Trang trại (Farm) là nguồn cung cấp lương thực cũng như giúp người chơi nâng cao "dân số", trại lính (Barrack) giúp tạo ra các chiến binh, xưởng rèn (Blacksmith) để nâng cấp vũ khí đạn dược hay xưởng chế tạo vũ khí (Dwarven Weapon Factory) tạo binh chủng người Lùn (Dwarve) cũng như úng thần công; Giáo sĩ có thể "bơm máu" cho binh lính bị thương; Khí cầu (Circle Ballons) dùng do thám tình hình; hai binh chủng Bomber Wings và Storm Riders chỉ chuyên chiến đấu trên không.
Muốn tăng sức mạnh hơn nữa thi ngoài việc nâng cấp vũ khí, nghiên cứu những bùa phép mới, người chơi còn phải tạo được Hiệp sĩ Rồng (Dragon Knights). Tương tự như vậy, nếu chọn màn theo phe Ogres thi người chơi cũng phải tạo những công trình kiến trúc như Altar of Death, The Ancient Candle, The Circle of Darkness, The Dark Aerodrome và The Dark Elf Gate để có những đơn vị có kỹ năng riêng, tương ứng với từng nhà: Bone Dragons, Zephyr Condors, Dark Throwers, Demons, Liches và Black Wyverns. Mỗi loại đơn vị đều có mặt mạnh và yếu riêng nên khi chơi, người chơi phải biết kết hợp các đơn vị với nhau để chúng có thể bổ sung cho nhau. Điều cần chú ý đặc biệt khi chơi Kingdom Under Fire là ph Người có khả năng phòng thủ mạnh hơn khả năng tấn công rất nhiều. Ngược lại, phe Ogres chỉ biết tấn công, nhất là tấn công tự sát (Kamikaze attacks), còn phòng thủ thì rất yếu. Người chơi cũng nên chú ý rằng mọi chiến binh đều phia kinh qua trận mạc mới nâng cao được kinh nghiệm và cấp độ của mình.
Dạng nhập vai trong Kingdom Under Fire chiếm khoảng một nửa tổng số màn (Campaign). Giống như với Diablo, người chơi sẽ hóa thân vào nhân vật anh hùng do mình lựa chọn và tùy theo từng màn, tất nhiên là phải hoàn tất nhiệm vụ theo từng màn hoặc phải giải quyết sứ mệnh riêng tư của mình. Có tổng cộng bảy nhân vật anh hùng (Hero), vài nhân vật thuộc dạng người (Human), tiêu biểu là Keither, Rick Blood, và vài nhân vật thuộc quỷ hay quái vật như Armarua, Likuku. Chơi những màn này thì người chơi cũng phải luôn cố gắng để hoàn thiện nhân vật anh hùng mà mình đang thủ vai. Giống với các game cùng thể loại, vì anh hùng của người chơi sẽ chỉ có thêm kinh nghiệm khi trải qua những lần vào hang động (Cave) hay xuống hầm ngục (Dungeon). Anh ta sẽ được tăng cấp độ (Level) sau khi đã hoàn tất một sứ mệnh. Cấp độ càng cao thì kỹ năng chiến đấu, phòng thủ hay sử dụng các loại bùa phép cũng như trí thông minh để đối phó với đối phương càng tăng. Tùy theo từng nhiệm vụ cụ thể cho từng màn và phụ thuộc vào cấp độ ban đầu của mỗi Hero mà người chơi cần phải thực hiện những việc làm khác nhau: tìm kiếm và giải cứu những nhân vật có thể giúp đỡ cho vị anh hùng mà người chơi đang đóng vai, hay tìm và tiêu diệt một nhân vật thù địch nào đó. Kingdom Under Fire hơi khác với các game cùng thể loại ở chế độ chơi mạng, người tham gia sẽ phải lựa chọn một kiểu chơi: Hero Deathmatch, Hero Strategy hay Hero RPS. Những người chơi trên mạng Internet còn được Kingdom Under Fire dành riêng các màn Hero Survival.

## Đón nhận
Kingdom Under Fire nhận được đánh giá hỗn hợp hoặc trung bình trên trang web tổng hợp các bài đánh giá Metacritic và Game Rankings, với cả những phản ứng rất tích cực và tiêu cực từ giới phê bình. Các màn chơi anh hùng không có triển vọng khi so với tựa game nổi tiếng Diablo của Blizzard. Một số nhà bình luận đã tuyên bố là độ khó của game quá cao mà các nhân vật anh hùng lại thiếu cân bằng và AI thì tỏ ra thiếu khả năng thách đố người chơi. Đồ họa của game được xem là khá tốt, mặc dù diễn hoạt bị giới hạn, nhưng phần âm thanh và câu chuyện thì lại được giới phê binh khen ngợi.